# Импичмент
Опозив, оптужба или импичмент (из енглеске речи енгл. impeachment) је посебна врста правних оптужби, која са собом покреће судски поступак, најчешће против државних чиновника који су под заштитом правног имунитета. Најчешће се ради о врло сложеној процедури у којој законодавна (а не судска) власт обавља суђење, а пресуда се врши гласањем изабраних народних посланика који замењују пороту. У неким земљама, појединац је привремено удаљен с дужности, а у другим он може остати на дужности током суђења. Када се једном изврши оптужба, појединац се мора суочити са могућношћу пресуде по оптужби гласањем у законодавном телу. То се може схватити као јединствен процес који укључује и политичке и правне елементе.
Будући да опозив и осуда званичника подразумијевају поништавање нормалних уставних поступака којима појединци стичу високе дужности (избори, ратификација или именовање) и с обзиром на то да захтијевају квалификовану већину, обично су резервисани за оне за које се сматрају да су починили озбиљне злоупотребе положаја. Импичмент постоји по уставном праву у многим земљама свијета, као што су: Бразил, Француска, Индија, Ирска, Филипини, Русија, Јужна Кореја и Сједињене Државе. Разликује се од процедуре за изгласавање неповерења која је доступна у неким земљама, а којом се гласање о неповерењу може користити за смену владе и њених министара са дужности. Такав поступак није применљив у земљама са председничким облицима власти попут Сједињених Држава.
У Европи и Латинској Америци импичмент обично бива ограничен на министарске званичнике јер јединствена природа њихових позиција може довести министре ван домашаја закона по коме би се кривично гонили, или њихово лоше понашање није кодификовано у закону као кривично дело осим кроз јединствена очекивања њихове високе функције. Међутим, „премци и обични људи“ су били предмет процеса. Од 1990. до 2020. године подигнуте су најмање 272 оптужбе за опозив против 132 различита шефа држава у 63 земље. Већина демократија (са значајним изузетком Сједињених Држава) укључује судове (често национални уставни суд) на неки начин.
Будући да опозив укључује одступање од уобичајених уставних процедура којима појединци остварују високе функције (избор, ратификација или именовање) и зато што је генерално потребна велика већина, они су обично резервисани за оне за које се сматра да су починили озбиљне злоупотребе свог положаја. У Сједињеним Државама, на пример, опозив на савезном нивоу је ограничен на оне који су можда починили „издају, подмићивање или друге тешке злочине и прекршаје“ — последња фраза се односи на прекршаје против владе или устава, тешке злоупотребе власти, нарушавања поверења јавности или других политичких злочина, чак и ако нису кривична дела за које постоји оптужница. Према Уставу Сједињених Држава, Представнички дом има искључиву моћ опозива, док Сенат има искључиву моћ да суди за опозив (тј. да ослободи или осуди); валидност суђења за опозив је политичко питање које је неоправдиво (тј. не може се преиспитати од стране суда). У Сједињеним Државама, импичмент је корективан, а не казнени процес,‍:8 намењен „ефикасном 'одржавању уставне владе' уклањањем појединаца неподобних за функцију”;‍:8 особе које подлежу опозиву и уклањању остају „одговорне и подлежу оптужници, суђењу, пресуди и казни, у складу са законом.”

## Импичмент у САД
Највидљивији пример импичмента је онај у САД која се врши над председником. Импичмент започиње у Комитету за правосуђе Представничког дома, а завршава се у Сенату, који у својству Врховног суда доноси одлуку о импичменту двотрећинском већином. Да би оптужба била правоваљана, Представнички дом мора донети Bill of Impeachment.
Од свих председника САД само их је четворо импичовано у доњем дому, али нити један није осуђен: Ендру Џонсон, Бил Клинтон, Ричард Никсон (био је најближи; поднео оставку пре него што би Сенат највероватније опозвао) и Доналд Трамп (два пута).
У историји ове државе, укупно 13 функционера је осуђено после покретања импичмента.”

### Импичмент председника САД
Ако Представнички дом одобри барем један од чланова импичмента, председник је технички импичован и цели процес долази у надлежност Сената. Представнички дом онда именује чланове Конгреса да делују као тужиоци. Суђење председнику одвија се у Сенату. Самим процесом, уместо председавајућег Сената (потпредседника САД) председава Председник Врховног суда САД. Председник има право на браниоца по свом избору. Може да присуствује лично или да препусти своју одбрану браниоцима. Сенат може да спроводи суђење или да делегира овлашћење посебном комитету, који ће све доказе против председника преносити Сенату у целости.”
Резолуције о оптужби, које подносе чланови Представничког дома, предају се Комитету за правосуђе, који одлучује да ли резолуција и њене оптужбе на рачун председника, завређују прослеђивање Представничком дому. Након тога Представнички дом гласа, за или против, истраге о оптужби. Неопходна је само проста већина гласова како би се процедура покренула. Ако је истрага одобрена, Комитет за правосуђе спроводи истрагу да утврди (слично као порота) постоји ли довољно доказа који би оправдали примену чланова оптужбе против председника. Комитет затим доноси Нацрт оптужбе поткрепљен доказима. Комитет гласа о сваком члану оптужбе понаособ како би утврдио да ли би требало да се проследе Представничком дому на одлучивање. Ако Комитет за правосуђе проследи један или више чланова импичмента, цели Представнички дом одлучује простом већином гласова о томе да ли члан/чланови оптужбе завређују суђење пред Сенатом.

## У разним јурисдикцијама

### Италија
У Италији, према члану 90 Устава, председник Италије може се опозивати већином гласова Парламента на заједничкој седници за велеиздају и за покушај рушења Устава. Ако буде опозван, председнику републике тада суди Уставни суд, интегрисан са шеснаест грађана старијих од четрдесет година, изабраних жребом са листе коју Скупштина саставља сваких девет година.
Италијанске новинарске и политичке снаге користиле су израз „импичмент“ за покушај неких чланова парламентарне опозиције да покрену поступак предвиђен чланом 90 против председника Франческа Косига (1991), Ђорђa Наполитанa (2014) и Серђа Матарела (2018).